# Hemileia vastatrix
Espèce
Hemileia vastatrix est une espèce de champignons basidiomycètes de l'ordre des Pucciniales, originaire d'Afrique orientale.
C'est un champignon phytopathogène, responsable de la rouille orangée du caféier, maladie fongique qui a colonisé toutes les régions caféières du monde, à l'exception des îles Hawaï.

## Description
Le mycélium avec des urédies a un aspect jaune-orangé et poudreux et apparaît à la face inférieure des feuilles sous la forme de points d'environ 0,1 mm de diamètre. Les jeunes lésions apparaissent comme des taches jaune clair ou chlorotiques de quelques millimètres de diamètre, les plus âgées atteignant quelques centimètres de diamètre. Les hyphes sont en forme de massue avec des pointes portant de nombreux pédicelles sur lesquels apparaissent des grappes d'urédospores.
Les téleutospores (ou téliospores), jaune clair, apparaissent souvent dans des urédies ; les téliospores sont plus ou moins sphériques à limoniformes, de 26 à 40 sur 20 à 30 µm de diamètre, aux parois hyalines à jaunâtre, lisses, de 1 µm d'épaisseur, plus épaisses à l'apex, pédoncule hyalin.
Les urédiniospores (ou urédospores) sont plus ou moins réniformes, de 26 à 40 sur 18 à 28 µm, avec des parois hyalines à jaune clair, de 1 à 2 µm d'épaisseur, fortement verruquées sur le côté convexe, lisses sur le côté droit ou concave.

## Distribution
Hemileia vastatrixa une aire de répartition pantropicale et est présente dans la quasi-totalité des régions dans lesquelles se cultive le caféier Hemileia vastatrix, c'est-à-dire en Afrique, dans les Amériques, en Asie et en  Océanie.

## Outils technologiques pour le diagnostic
En 2020, des outils technologiques ont été développés pour le diagnostic précoce de la rouille. La méthode consiste à utiliser des réseaux
de capteurs sans fil, des techniques de télédétection et d'apprentissage approfondi pour détecter les premiers stades de la rouille.

## Taxinomie

### Synonymes
Selon Catalogue of Life (23 février 2015) :
- Wardia vastatrix J.F. Hennen & M.M. Hennen 2003.

### Liste des non-classés
Selon NCBI (23 février 2015) :
- non-classé Hemileia vastatrix HvCat